# Goethedenkmal (Frankfurt am Main)

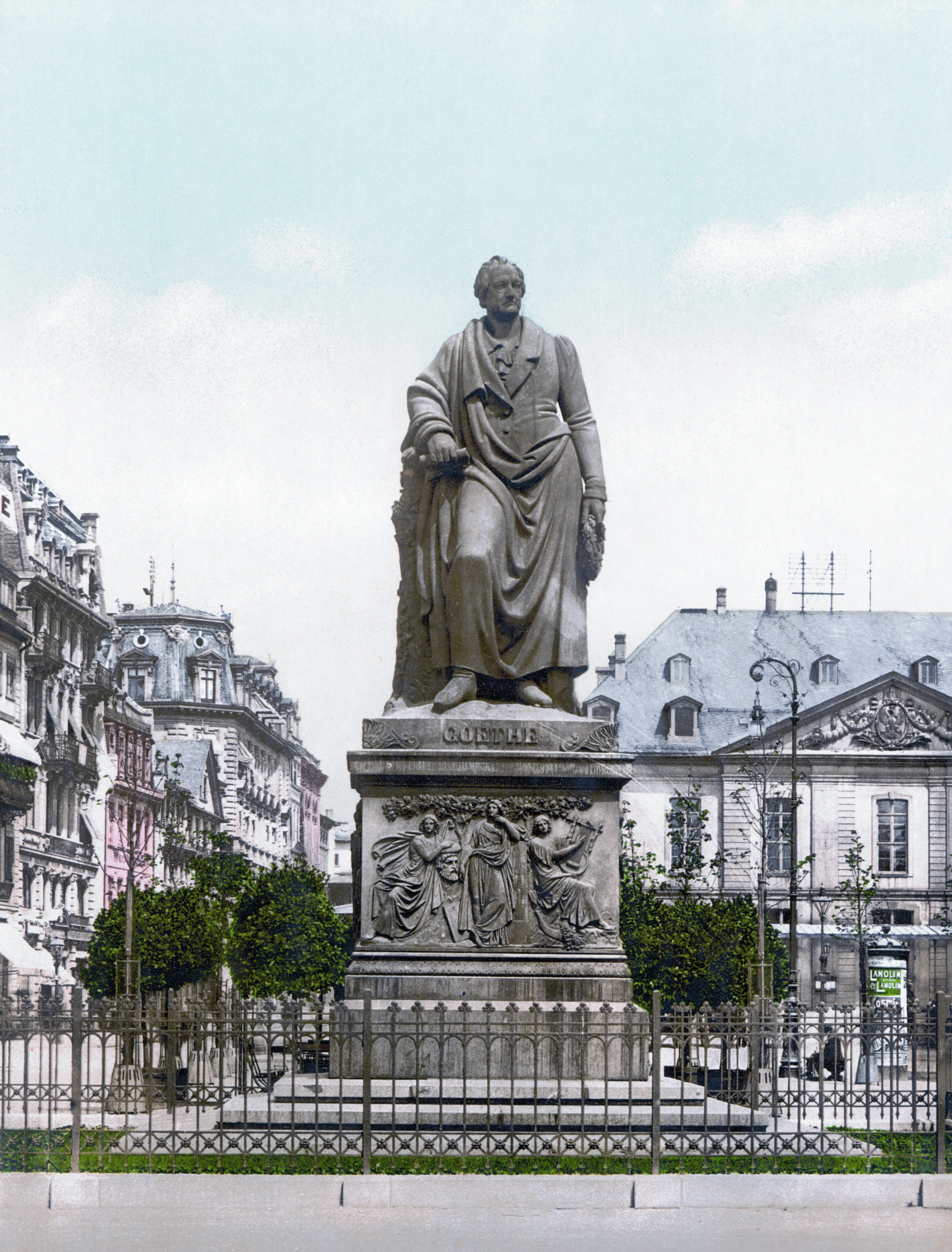
Goethedenkmal vor dem alten Stadttheater, vor 1902

Das Goethedenkmal auf dem Goetheplatz in Frankfurt am Main ist ein Werk des Bildhauers Ludwig Schwanthaler. Es wurde am 22. Oktober 1844 feierlich eingeweiht. Der 1749 in Frankfurt geborene Johann Wolfgang von Goethe gilt als bedeutendster Sohn der Stadt. Schon zu Lebzeiten wurde er zum deutschen Nationaldichter verklärt. Er galt als Symbol für die Deutsche Einigung. Frankfurt war die erste Stadt, in der ein öffentliches Goethedenkmal zu seinen Ehren errichtet wurde. Bereits seit 1819 hatte es mehrere Denkmalprojekte in Frankfurt gegeben.
Bei den Luftangriffen auf Frankfurt am Main schwer beschädigt, wurde das Denkmal 1952 provisorisch instand gesetzt und in die Gallusanlage versetzt. Erst 2007 kam das restaurierte Denkmal zurück auf den Goetheplatz, allerdings gegenüber dem ursprünglichen Standort etwas versetzt und um 180 Grad gedreht.

## Das Denkmalprojekt auf der Maininsel

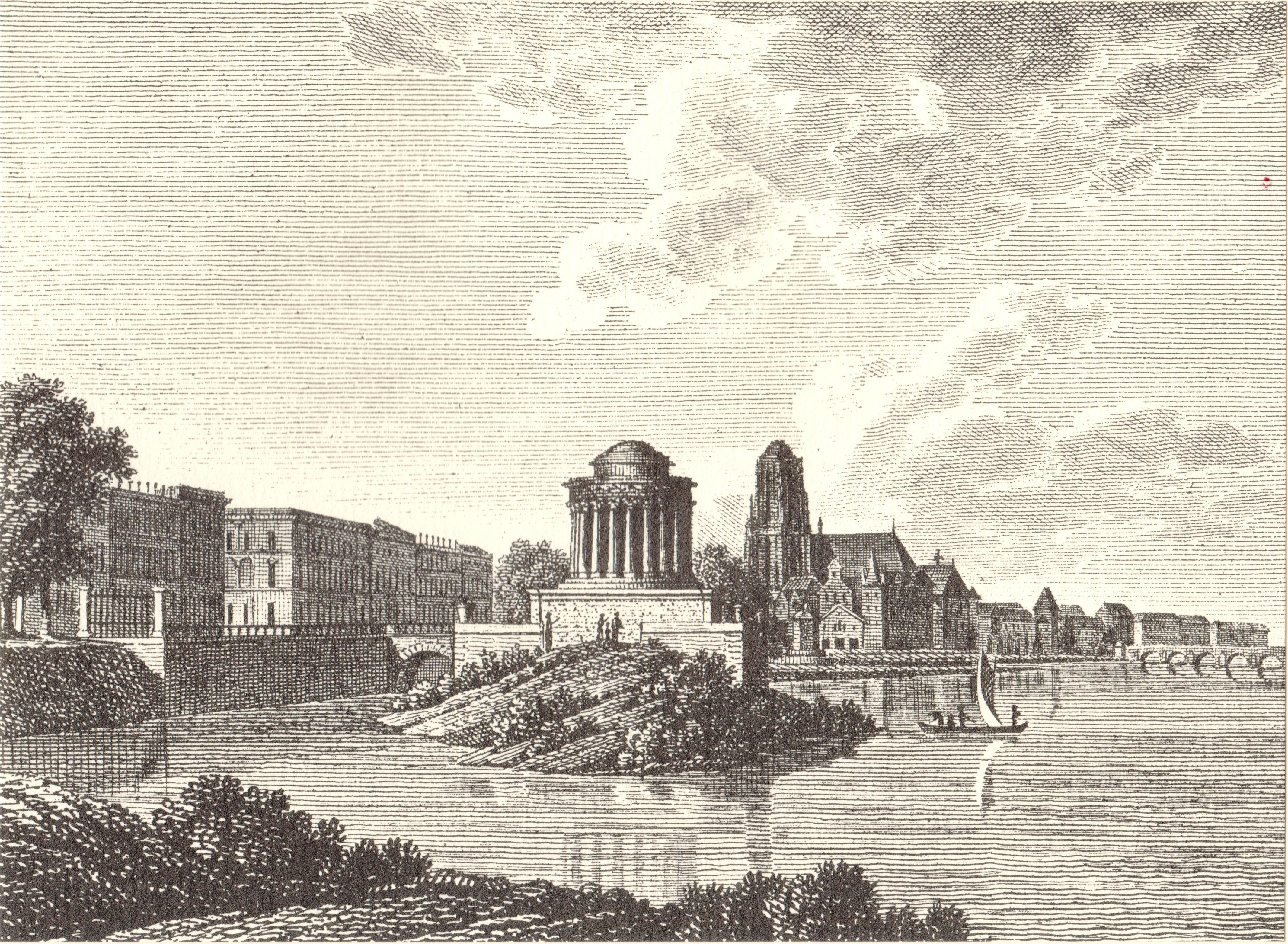
Entwurf für ein Frankfurter Goethedenkmal (Anton Radl, 1822)

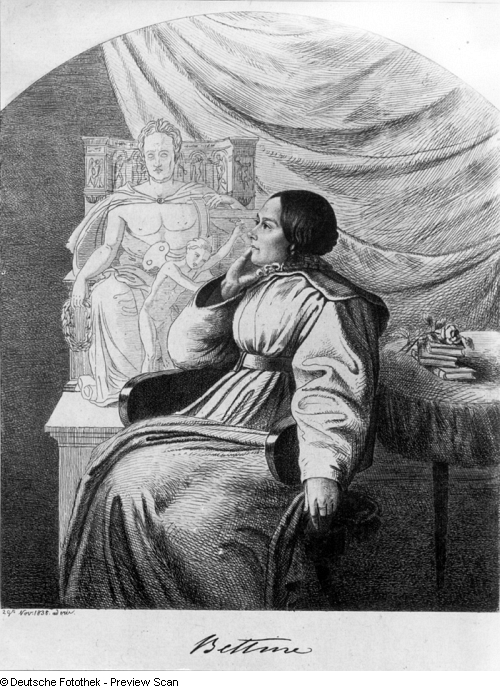
„Bettina von Arnim vor dem Entwurf ihres Goethe-Denkmals“, Radierung von Ludwig Emil Grimm, 1838

Am 28. August 1819 veranstalteten Frankfurter Bürger und Freunde des Dichters um Johann Jakob Willemer, Sulpiz Boisserée und Simon Moritz von Bethmann ein Festmahl zu Goethes 70. Geburtstag im Gasthof Weidenbusch am Steinweg. Aus diesem Anlass gründeten sie ein Komitee zur Errichtung eines Goethedenkmals in Frankfurt. Das Denkmal sollte auf der Mühlenschanze, einer kleinen Maininsel vor dem Schneidwall am heutigen Untermainkai, entstehen. Der Entwurf von Stadtbaumeister Johann Friedrich Christian Hess und Friedrich Rumpf sah einen klassizistischen Rundtempel nach dem Vorbild des Vestaheiligtums auf dem Forum Romanum vor. Die Kuppel des Denkmals sollte von Friedrich Overbeck und Peter von Cornelius ausgemalt werden, für die Innenwand sollte Bertel Thorvaldsen einen Fries gestalten. Johann Heinrich Dannecker, der 1816 für Bethmann die Ariadne auf dem Panther geschaffen hatte, sollte für das Goethedenkmal eine Büste des Dichters entwerfen; nachdem er abgelehnt hatte, verhandelten die Mitglieder des Komitees mit dem Porträtisten Christian Daniel Rauch, den Goethe selbst vorgeschlagen hatte. Rauch hatte bereits 1820 eine marmorne Goethe-Büste geschaffen, die als Vorlage dienen sollte; eine Kopie befindet sich im Eigentum der Goethe-Universität.
Goethe war zunächst aufgeschlossen für die Denkmalidee und entwickelte von Weimar aus eigene Vorschläge, zum einen in Briefen an Boisserée und andere Komiteemitglieder, zum anderen in einer Art Denkschrift unter dem Titel „Betrachtungen über ein dem Dichter Goethe in seiner Vaterstadt zu errichtendes Denkmal“. Bald jedoch distanzierte er sich von dem Vorhaben wegen seines „nationalen, die Vaterstadt überschreitenden Charakters“. Im Zuge der Begeisterung nach den Befreiungskriegen wollte er nicht zum Protagonisten eines Nationaldenkmals werden. Überdies schreckte ihn öffentliche Kritik an der Denkmalsidee, ihrem Zweck und ihren Urhebern ab: „Fromme Seelen sehen etwas heidnisches, dem Götzendienst ähnliches in dieser Anstalt“. Er empfahl, statt des monumentalen Denkmalbaus eine Büste in der neuerrichteten Stadtbibliothek aufzustellen. Er bevorzugte diesen Ort, neben den Büsten anderer Geistesgrößen, gegenüber der Maininsel, die „nur im Sommer ein erfreulicher Aufenthalt“ für Besucher sei.
In der Freien Stadt Frankfurt war Goethe umstritten, da er 1817 sein Bürgerrecht aus steuerlichen Gründen zurückgegeben hatte. Der Spendenaufruf des Komitees blieb daher in der Bürgerschaft nahezu ohne Resonanz. 1821 appellierte der „Verein zur Errichtung eines Denkmals für Göthe“ daher an das „deutsche Publikum“, Unterschriften und Spenden für das Denkmal zu sammeln. Der Aufruf erschien unter anderem als Beilage der Frankfurter Ober-Postamts-Zeitung vom 15. Juni 1821. Kritiker sprachen daraufhin von einem „zusammengebettelten Denkmal“, und Heinrich Heine verspottete in seinem Sonett Das projektierte Denkmal Goethes in Frankfurt die seiner Meinung nach eher kommerziell als kulturell orientierten Frankfurter:

„Ein Denkmal hat sich Goethe selbst gesetzt / Im Windelschmutz war er euch nah, doch jetzt / Trennt euch von Goethe eine ganze Welt“

Rauch erhielt im Juli 1821 den schriftlichen Auftrag des Komitees. Er schrieb an Caroline von Humboldt „Eine colossale Büste in einem mit Thüren verschlossenen Tempel im Freyen kann mir gar nicht gefallen...Die Conditor-Tempelchen auf Inseln und Promenaden sind mir ein wahrer Greul, ich denke aber die Herren werden wohl auf gesündere Gedanken noch kommen, womit zugleich viele Kosten erspart würden.“ Da weiterhin keine Beiträge über die unter den Komiteemitgliedern gezeichneten 4000 Gulden zusammenkamen, geriet das Projekt ins Stocken.
Im Frühsommer 1824 legte Bettina von Arnim, die das Modell Rauchs 1823 in dessen Berliner Atelier kennengelernt hatte, einen eigenen völlig anders gearteten Entwurf für ein Goethe-Denkmal vor. Ein Gipsmodell, das sie unter Aufsicht des Bildhauers Ludwig Wichmann selbst erstellt hatte, reichte sie beim Denkmalkomitee ein. In der zweiten Jahreshälfte warb sie selbst in Frankfurt bei den Komiteemitgliedern für ihren Entwurf und erreichte eine öffentliche Ausstellung im Städelschen Kunstinstitut. Auch ihr Entwurf fand öffentliche Anerkennung, beispielsweise durch die Empfehlung Johann Friedrich Böhmers in einem Aufsatz, aber die Mittel zu seiner Realisierung kamen nicht zusammen.
1826 starb Bethmann, der wichtigste Finanzier des Projektes. Danach wurde die Denkmalidee auf der Maininsel nicht mehr weiterverfolgt. 1832 eröffnete der Gastwirt Johann Georg Ried dort ein Ausflugslokal mit Gartenterrasse und kleinen Pavillons, das bald als Frankfurter Besucherattraktion galt und der Insel den Namen Mainlust eintrug. Der Gartenarchitekt Heinrich Siesmayer gestaltete die Terrasse mit mediterranen Pflanzen. 1859 schüttete man den Kleinen Main, der die Insel von der Kaimauer trennte, für den Bau der Städtischen Verbindungsbahn zu. 1860 schuf Stadtgärtner Sebastian Rinz auf dem Gelände eine Parkanlage, die seit 1875 den Namen Nizza trägt.

## Die Goetheskulptur in der Stadtbibliothek

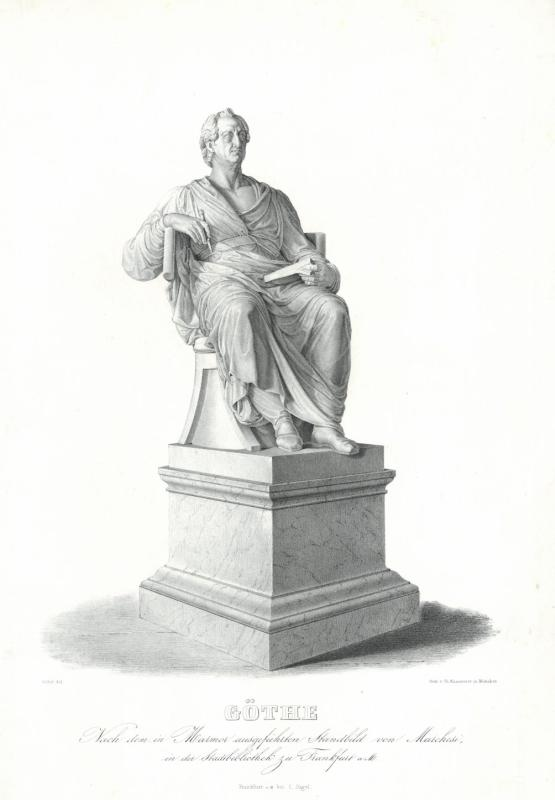
Lithographie der Marmor-Skulptur Marchesis (1839, 1944 zerstört)

1834 stifteten drei angesehene Frankfurter Bürger, der Kunstmäzen Heinrich Mylius, der Afrikaforscher Eduard Rüppell und der Kaufmann Marquard Georg Seufferheld, das Geld für eine Goethe-Skulptur, die wie von ihm selbst vorgeschlagen in der Stadtbibliothek aufgestellt werden sollte. Sie beauftragten den Mailänder Bildhauer Pompeo Marchesi. 1834 bis 1838 schuf er aus Carrara-Marmor eine überlebensgroße Figur, die Goethe sitzend im Stil eines römischen Senators zeigte. Rüppel transportierte die Skulptur im Winter 1839 persönlich über die Alpen. Am 15. April 1840 wurde das Denkmal in der Eingangshalle der Bibliothek aufgestellt. Im Sockel wurden neben zwei Originalbriefen Goethes an Marianne von Willemer noch weitere Schriftstücke eingemauert, darunter eine Rechnung des Steinmetzes, der die Skulptur auf den Sockel gestellt hatte. Jedem der drei Auftraggeber überreichte Marchesi aus Dankbarkeit eine Miniatur des Denkmals.
Das Marmordenkmal ging im März 1944 im Feuersturm der Luftangriffe auf Frankfurt am Main zugrunde. Die drei Miniaturen befinden sich heute im Historischen Museum, im Goethe-Museum und in der Universitätsbibliothek Johann Christian Senckenberg. Die 2005 wiederaufgebaute Alte Stadtbibliothek beherbergt heute das Literaturhaus Frankfurt. Im Foyer wurde eine Bronze-Nachbildung der Miniatur des Historischen Museums aufgestellt.

## Das Denkmal auf dem Goetheplatz

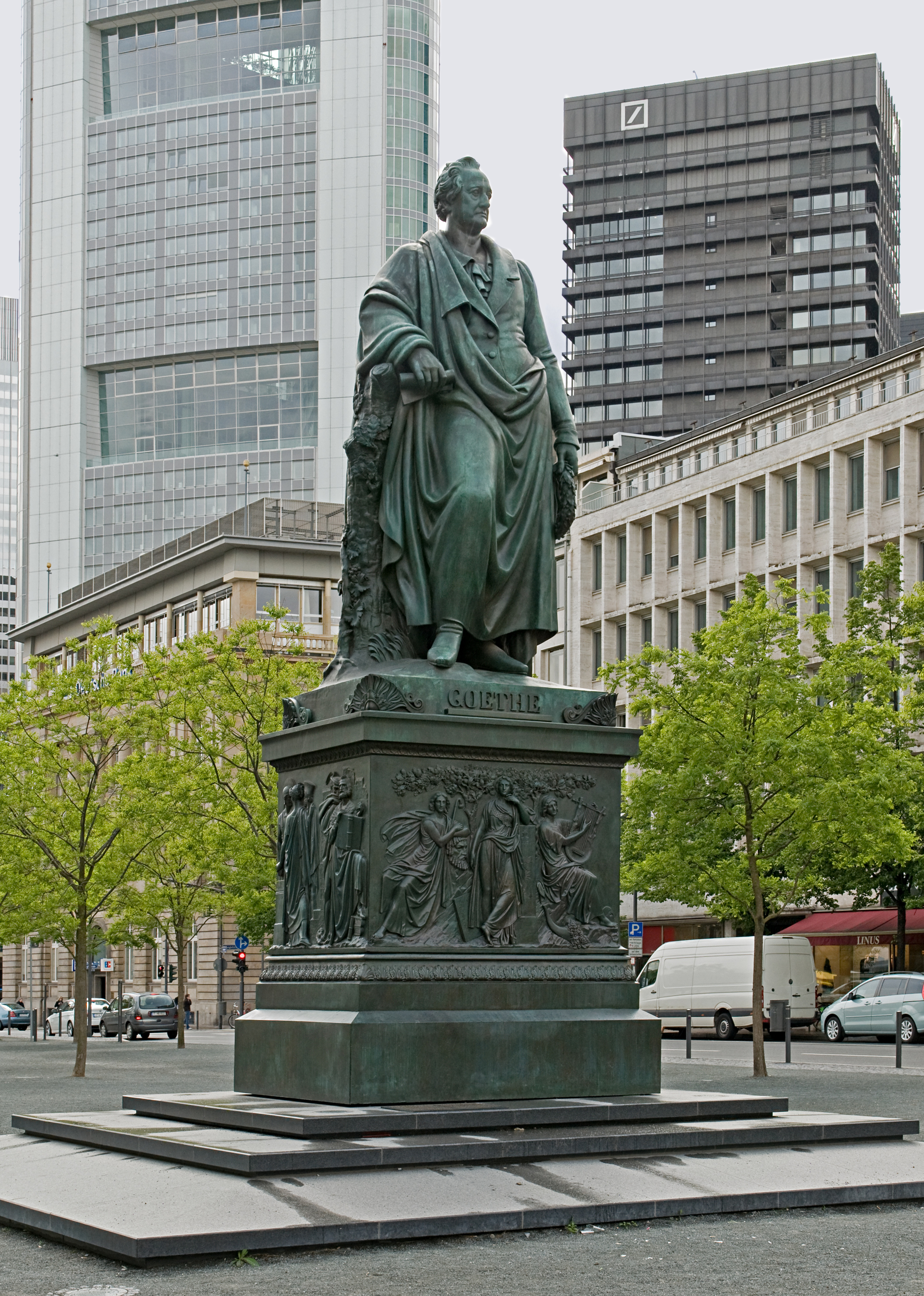
Goethedenkmal von Ludwig Schwanthaler

Nachdem Marchesis Entwurf 1837 bekannt geworden war, griffen Frankfurter Bürger das Projekt eines Goethedenkmals wieder auf. Es sollte von einem deutschen Künstler auf einem öffentlichen Platz errichtet werden. Anfangs flossen die erforderlichen Spenden nur spärlich. Als jedoch 1839 mit dem Schillerdenkmal in Stuttgart das erste monumentale Dichterdenkmal in einer deutschen Stadt entstand, wollten die Frankfurter Goethe-Verehrer nicht zurückstehen. 1841 waren mehr als die Hälfte der veranschlagten 53.000 Gulden eingesammelt. Mit Bertel Thorwaldsen, dem Schöpfer des Stuttgarter Denkmals, wurde man jedoch nicht einig. Der Auftrag ging daher an den Münchner Bildhauer Ludwig Schwanthaler.
Das von ihm entworfene bronzene Goethe-Standbild wurde in der Königlichen Erzgießerei in München gegossen, die unter der Leitung Johann Baptist Stiglmaiers ein Zentrum des monumentalen Bronzegusses geworden war. Die Herstellung des Goethe-Denkmals konnte der an Magenkrebs erkrankte Stiglmaier jedoch nur noch vom Krankenbett aus leiten. Die Arbeit in der Gießerei stand unter der Aufsicht seines Neffen Ferdinand von Miller. Wenige Stunden nach dem Guss der 6,90 Meter hohen und fast 7 Tonnen schweren Statue starb Stiglmaier, nachdem er die Nachricht vom Gelingen des Werkes noch erfahren hatte.
Für die Aufstellung des Denkmals kamen mehrere Plätze in Frage. Der Paradeplatz vor der Katharinenkirche galt schon damals als Zentrum der Neustadt, doch konnte sich der Vorschlag, für das Goethedenkmal die Hauptwache abzureißen, nicht durchsetzen. Auch ein Standort in den Wallanlagen vor dem Gallustor wurde vorgeschlagen, der jedoch am damaligen Stadtrand als zu abgelegen galt. Gegen den für ein Dichterstandbild prädestinierten Standort auf dem Theaterplatz vor dem Stadttheater sprachen polizeiliche Erwägungen, da Goethes Monument nicht den Wagenverkehr behindern sollte. Schließlich entschied man sich für die südlich des Theaterplatzes gelegene Stadtallee, den nördlichen Teil des Roßmarktes vor der französisch-reformierten Kirche. Hier brauchte man nur ein paar Bäume für das Denkmal zu fällen.
Es gelang nicht, das Denkmal wie geplant an Goethes Geburtstag am 28. August 1844 aufzustellen. Erst am 19. Oktober erreichte das Pferdefuhrwerk bei strömendem Regen das Affentor in Sachsenhausen, wo es von Tausenden begeisterter Bürger empfangen wurde. Der Transport über die Alte Brücke, die Fahrgasse und die Zeil glich einem Triumphzug. Am 22. Oktober 1844 wurde das Monument feierlich eingeweiht. Frankfurt war die erste Stadt, in der ein öffentliches Goethe-Denkmal aufgestellt wurde. Seitdem trägt der Platz den Namen Goetheplatz. Schwanthaler stiftete die Hälfte seines Honorars von 5000 Gulden für die Armen Frankfurts und die Stadt verlieh ihm die Ehrenbürgerwürde, ihre höchste Auszeichnung.
Die Figur des Dichters steht auf dem linken Bein, das rechte ist als Spielbein leicht vorgestellt. Zur Rechten lehnt er sich an einen lorbeerumrankten Baumstumpf. Er trägt eine Jacke und darüber einen togaartigen Mantel, der von der rechten Schulter über die linke Hüfte verläuft. Die Jacke ist anders als üblich auf der linken Seite geknöpft, was schon bald nach der Einweihung des Denkmals für Spott sorgte. Es handele sich um einen Fehler des Gießers, vielleicht aber auch eine Anspielung Schwanthalers auf Goethes Geiz, der abgetragene Kleidungsstücke gewendet und von der falschen Seite weitergetragen habe. In der linken Hand hält Goethe einen Lorbeerkranz, in der rechten eine Schriftrolle, die Herrschaftsinsignien eines Dichterfürsten.
Das Denkmal steht auf einem kubischen Sockel, der rundum mit Bronzereliefs verziert ist. Das Relief unter dem Namenszug Goethe zeigt Allegorien der dramatischen Dichtkunst, der Minerva und der lyrischen Dichtkunst. Minerva, die Göttin der Kunst und der Wissenschaft, lehnt sich an eine Säule mit den Symbolen der goetheschen Naturlehre: Neptunismus, Botanik, Physiognomik und Farbenlehre. Die anderen drei Seiten zeigen Szenen aus Goethes Werken: Rechts Iphigenie und Orest vor König Thoas sowie Faust mit Mephisto in der Studierstube, aus den Dramen Iphigenie auf Tauris und Faust I. Links sieht man zwei Romanszenen: Hermann und Dorothea sowie Mignon und Wilhelm mit dem Harfner aus Wilhelm Meisters Lehrjahre. Auf der Rückseite krönt ein geflügelter Genius mit dem Lorbeerkranz Figuren aus Goethes Dichtungen, rechts Götz, Egmont und Tasso, links die Braut von Korinth, Prometheus, Erlkönig und das Liebespaar aus dem West-östlichen Divan.
Bereits im Sommer 1845 wurde das Denkmal Ziel eines Säureattentats mit Salpetersäure. Es richtete allerdings keinen Schaden an, ebenso weitere Versuche mit Säure 1854 und 1862 sowie mit gelöschtem Kalk 1864.
Den schweren Luftangriff am 22. März 1944, bei dem mit dem größten Teil der Frankfurter Altstadt auch das nahegelegene Goethe-Haus zerstört wurde, überstand das Denkmal nahezu unbeschädigt. Bei einem weiteren Angriff am 25. September detonierte eine Luftmine in unmittelbarer Nähe. Sie warf das fast genau 100 Jahre alte Denkmal vom Sockel, wobei Kopf und Arme abbrachen. Frankfurter Bürger vergruben die Reste des Kunstwerks, um sie vor Metalldieben zu schützen. Erst beim Wiederaufbau nach dem Krieg wurde das Denkmal 1952 im Liebieghaus restauriert und anschließend in der Gallusanlage aufgestellt, die schon 1844 als Standort vorgeschlagen worden war. Das Denkmal stand somit wieder in der Nähe des städtischen Theaters, das 1902 an das Gallustor umgezogen war. Ganz in der Nähe am Taunustor erhielt 1955 auch das 1859–1863 von Johannes Dielmann geschaffene Schiller-Denkmal, das bis zum Zweiten Weltkrieg auf dem Platz An der Hauptwache gestanden hatte, seinen neuen Standort. Die beiden Dichterdenkmäler waren somit wieder ähnlich benachbart wie früher.
2007 wurde das Denkmal restauriert und zu Goethes Geburtstag am 28. August wieder auf den Goetheplatz versetzt. Es wurde dabei allerdings gedreht. Während der Dichter früher den Blick nach Süden gerichtet hatte, blickt er heute nach Norden. Das ist vielleicht ein Zugeständnis an Touristen, die das Denkmal gerne vor dem Hintergrund der Frankfurter Skyline fotografieren.

## Weitere Goetheskulpturen in Frankfurt
Die 1874 bis 1880 errichtete Alte Oper ist mit einem umfangreichen Figurenprogramm geschmückt, darunter 24 Medaillons zu Ehren bedeutender Dramatiker und Komponisten aller Epochen. Zwei Künstler erhielten keine Medaillons, sondern überlebensgroße Statuen in den äußeren Arkaden der Hauptfassade: rechts Goethe, ein Werk Gustav Herolds, links Mozart von Friedrich Schierholz.
Auch die Fassade des 1902 von Heinrich Seeling errichteten Schauspielhauses war mit reicher Bauplastik verziert. Unter anderem erhielten die beiden Eckpylone des zum Gallustor gerichteten Eingangsportals Nischen, in denen Büsten von Schiller und Goethe aufgestellt waren. Die beiden Büsten überstanden die Zerstörung des Schauspielhauses im Zweiten Weltkrieg und blieben auch beim Wiederaufbau des Schauspielhauses für die Oper Frankfurt 1951 erhalten. 1962 wurde die Fassade für den Bau des Foyers der Städtischen Bühnen mit seiner 120 Meter langen Glasfassade abgebrochen. Die Büsten der beiden Dichter wurden dabei entfernt.